# Приют (Ростовская область)
Приют — хутор в Неклиновском районе Ростовской области России. Входит в состав Советинского сельского поселения.

## География
Расположен в юго-западной части региона, при реке Сухой Самбек, запруженной в начале хутора. Река разделяет  хутора Приют и Мелюзовка.   
На хуторе имеются две улицы — Космическая и Молодёжная.

## Население
| 2010 |
| ---- |
| 329  |

## Инфраструктура
Личное подсобное хозяйство.

## Транспорт
Доступен автотранспортом с автодороги «Ростов-Таганрог».